# Abancourt (Oise)
Abancourt és un municipi francès situat a l'extrem occidental del departament de l'Oise, a la regió dels Alts de França. El 2021 tenia 594 habitants.